# Eray Birniçan
Eray Birniçan (* 20. Juli 1988 in Bakırköy, Istanbul) ist ein türkischer Fußballtorhüter.

## Karriere
Eray Birniçan begann mit dem Vereinsfußball in der Jugend seines Istanbuler Heimatvereins Yıldırım Bosnaspor. 2003 erhielt er von seinem Verein einen Profi-Vertrag, spielte aber vorerst überwiegend für die Reservemannschaft. Im Laufe der Saison bekam er neben seiner Tätigkeit bei der zweiten Auswahl die Möglichkeit auch bei der Profi-Mannschaft zu trainieren. So kam er in drei Spielzeiten zu sechs Ligaeinsätzen für das Profi-Team.
In der Winterpause der Saison 2005/06 wechselte er zum Süper-Lig-Klub Konyaspor. Obwohl er für das Profi-Team geholt wurde, kam er hier nur selten zum Einsatz und spielte überwiegend in der zweiten Auswahl.
Um ihm Spielpraxis zu ermöglichen, wurde er in der Spielzeit 2008/09 an den Zweitligisten Samsunspor ausgeliehen. Auch hier wurde er selten für das Profi-Team eingesetzt und spielte eher für die Reserve.
Zur Saison 2009/10 kehrte er zu Konyaspor zurück. In der Zwischenzeit stieg Konyaspor von Süper Lig in die Bank Asya 1. Lig ab. Obwohl Konyaspor jetzt eine Liga tiefer spielte, kam Birniçan nicht zu regelmäßigen Spieleinsätzen. So äußerte Birniçan am Saisonende den Wunsch, den Klub verlassen zu wollen.
Zur Saison 2010/11 wechselte er zum Süper-Lig-Team Gaziantepspor. Während er in seiner ersten Saison noch zu zwei Ligaeinsätzen kam, wurde er in der Spielzeit 2011/12 gar nicht eingesetzt.
Am 9. August 2013 unterschrieb Birniçan einen Zweijahresvertrag bei Çaykur Rizespor.
Nach einer Saison bei Rizespor kehrte er bereits im Sommer 2014 zu seinem alten Verein Gaziantepspor zurück. Bereits nach einer Saison heuerte er beim Ligarivalen Kasımpaşa Istanbul an.

### Nationalmannschaft
Eray Birniçan durchlief über die Jahre die türkischen U-17, U-18, U-19 und U-21 Juniorennationalmannschaften. 2005 nahm er mit der türkischen U-17 an der U-17-Fußball-Weltmeisterschaft 2005 teil und belegte mit seiner Mannschaft den vierten Platz. Zum Kader gehörten Spieler wie Nuri Şahin und Deniz Yılmaz.

## Erfolge
Mit Gaziantepspor
- Spor-Toto-Pokalsieger: 2012